# 李承乾
李（619年—645年1月4日），字高明，唐太宗李世民嫡長子，長孫皇后所生，唐朝貞觀年间的首任太子，在任期间多年监国，于贞观十七年被废黜，唐玄宗开元年间被追封为恒山王，谥号愍。

## 生平

### 立为太子
武德二年（619年），李承乾出生，因生於太极宫承乾殿，故以此為名。
武德三年（620年）六月，封为恒山郡王。武德五年（622年）八月，徙封中山郡王，同年，李世民将妻子长孙氏的侄子、长孙炽之孙长孙家庆任命为三岁的承乾在文学馆启蒙的侍读。
李承乾童年早慧，天姿峻嶷，仁孝纯深。武德九年（626年），唐高祖李渊让位给李世民，太宗即位后，于登基当年十月将李承乾立為皇太子，此时的李承乾虚岁只有八岁。
贞观三年（629年），太子少师李纲因为脚疾只能乘着轿子进宫，于是李承乾亲自将自己的老师引上殿并恭恭敬敬地行礼，又向其虚心请教，态度极为礼敬。后来，李纲病逝，李承乾亲自为他立碑。
贞观四年（630年）五月，唐太宗下诏令太子“宜令听讼”，还说“自今以后，诉人惟尚书省有不伏者，於东宫上启，令承乾断决。”虽然只是“听讼”，但依然可见周岁不过十一岁太子李承乾早已开始工作、锻炼政治能力了。
贞观八年（634年），李承乾加元服。贞观九年正月甲申，纳太子妃苏氏。

### 频年监国
贞观九年（635年）五月庚子，唐高祖李渊病逝，此时，依诏书所言，未及弱冠的太子已频年治国。居丧期间，唐太宗下诏令十六岁的太子监国权知军国大事，并赞赏太子文过志学、秉性聪敏。监国期间，李承乾听断政务，颇识大体，干得极其出色。自此之后，每次唐太宗外出行幸时，都令太子承乾居守监国。

### 储位不稳
年龄渐长后，李承乾患上足疾，史书并未记载太子患足疾的时间或因由，显得此事有些扑朔迷离，但毫无疑问这是致使他储位不稳的一大因素。唐太宗甚至对杜正伦边夸赞魏王边表露承乾不可承宗庙之意，皇帝易储的想法极为明显，这也成为了与李承乾仅相差一岁的同母弟弟魏王李泰生起奪嫡之念的原因之一。
魏王李泰意图争夺李承乾的太子之位，他联合杜楚客与房遗爱等人，重金贿赂朝臣以拉拢，并言说魏王聪明，当为嫡嗣，嫡嗣即皇位继承人的太子。有人将此事上奏给皇帝，而唐太宗知道之后竟是“隐而不言”，态度模糊，这也愈发加重了太子李承乾忧心被废黜的恐不自安，并使得魏王一党更加肆无忌惮。

### 年少情深
贞观十三年（639年）秋冬，佛道之争之中，西华观道士秦英状告僧人法琳谤讪皇宗，唐太宗勃然大怒，并流放了法琳。之后，太宗又處死了早在李承乾十二岁重病时便为其祈福的道士秦英等人，《续高僧传》等佛教史料中对此有比新旧两《唐书》、《资治通鉴》等中更加详细的记载。
被李承乾所喜爱的太常寺乐人稱心也在此事件中被牵连坐诛，李承乾因称心的死而非常伤心，痛悼称心不已，他在东宫内为称心立碑立像祭奠，并数次在其祭奠处徘徊哭泣，悲凄的同时显现出他们的感情深厚。而唐太宗得知其追悼行为，十分不悦，太子亦知之，父子關係愈加恶化。

### 谋反被废
太子對父親陽奉陰違、對谏言感到不耐，并派遣刺客刺殺东宫属官于志宁、张玄素未遂。
貞觀十六年（642年），因忧心废黜，太子派遣壯士左衛副率封師進、刺客張師政、紇干承基等刺杀政敌魏王李泰，未遂，遂與汉王李元昌、吏部尚书侯君集、左屯卫中郎将李安儼、洋州刺史趙節、驸马都尉杜荷等人割臂歃血為盟，誓同生死，決定纵兵入西宫谋反，推翻唐太宗，与此同时，远在齐州的齐王李祐亦是计划谋反。
貞觀十七年（643年）正月丙寅，唐太宗表态太子虽有足疾，但并不影响走路，何况太子的嫡长子已经五岁，依照礼法，即使李承乾先死，也应该立李承乾的儿子李象为皇太孙。可显而易见的，此安稳太子的表态为时过晚，太子在贞观十六年便开始与人密谋造反，且，“闻外间士民以太子有足疾，魏王颖悟，多从游幸，遽生异议，徼幸之徒，已有附会者”也印证了当时朝臣与民众都知道皇帝偏袒魏王、有意废储。
同月，太子李承乾最重要的支持者魏征去世，李承乾在西华堂为魏征举哀，哭丧哀悼，葬礼盛大。同时，面对咄咄逼人的魏王泰集团，李承乾危机重重。
而不久后，齐王李祐起兵谋反失败，当年四月初一，审案时牵扯出了太子和汉王李元昌等人尚未实施的谋反计划。
貞觀十七年（643年）四月六日，李承乾的皇儲之位被唐太宗所廢。爾後，李泰借机投入李世民怀抱，声称自己若即位，百年之后定会杀了自己唯一的儿子，再把皇位传给弟弟晋王李治，即“杀子立弟”，李世民于是高兴地许诺会新立李泰为太子。然而由於褚遂良与長孫無忌等的強力支持，及李承乾本人哭诉自己身为太子本该知足、是被李泰所迫才谋反，太宗放弃了立魏王泰，而是改立了李承乾的另一个同母弟李治为太子。后来唐太宗说，李泰继位，则李承乾和李治都不能保全，李治继位，则李承乾和李泰都能安全。太宗又下令后世以此为例，如果藩王见太子无道就窥伺储位，则太子和藩王一同废黜。
谋反事发后，太子李承乾被废黜为庶人，流放到黔州，參與政變的汉王李元昌被赐死于私宅，趙節、杜荷、侯君集等人被斩首。

## 韶年早逝
李承乾的死亡时间存在争议，分别有贞观十七年、贞观十八年、贞观十九年三个不同的逝世时间记载。
《旧唐书·太宗本纪》与《新唐书·太宗本纪》记载，貞觀十八年十二月（645年1月），李承乾去世。《旧唐书·太宗诸子》与《新唐书·太宗子》则记载，李承乾去世于贞观十九年，日期不详。而李承乾的孙子李适之在开元二十七年（739年）为祖父改葬所刻的墓志铭则称，他去世于贞观十七年（643年）十月一日，也就是谋反事发当年。
无论这三个年份中哪一个属实，这位废太子都在二十几岁时早逝。

### 追封郡王
李承乾嫡长子李象的最幼子李昌（李適之）极有才干，他以被定义为有罪的废太子的后人身份，在唐玄宗开元年间颇受皇帝赏识，甚至在之后成为了宰相。
为了在自己出生前便已早逝的祖父李承乾，官居御史大夫的李適之数次为承乾论辩，并提出父亲、祖父以及叔父李厥葬礼有缺，上疏请求将他们归葬昭陵。于是李承乾被追赠为恒山愍王，李象也得以追赠为越州都督、郇国公。

## 家庭

### 妻妾
- 武功苏氏，唐朝秘书丞苏亶第三女，苏瓌之姐，贞观九年成婚[8][28][29]
- 妾王氏[來源請求]（此说法存疑，未找到史料佐证）

## 李承乾碑和墓志铭

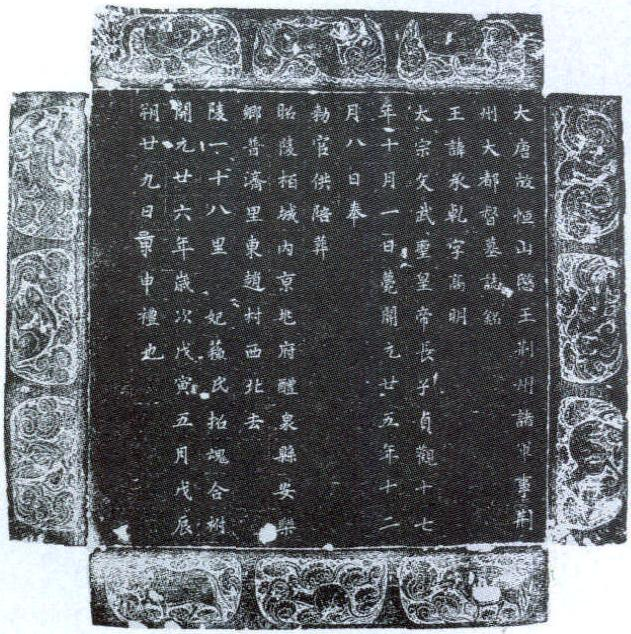
唐故恆山愍王墓志銘

### 子孙
- 李象，苏氏所出，怀州别驾、赠使持节都督越州诸军事、越州刺史、郇国公
  - 李玭，太子詹事、右武卫大将军
    - 李粹，汲郡长史、宗正卿
      - 李从长
      - 李彝
      - 李仲长
      - 李伷，信州刺史

    - 李廙，礼部员外郎、给事中、河南尹、江华太守、尚书左丞、太子左庶子、银青光禄大夫上柱国陇西县开国公
      - 李位，邕管经略使兼御史中丞
        - 李孟舆
        - 李仲权
        - 李季谋
        - 李冲，字大受，有一子
        - 李咸，湘乡县丞，李冲再从弟

  - 李静，襄州别驾、赠使持节齐州诸军事、齐州刺史
    - 李黯，大理评事
    - 李震，蜀郡功曹参军
    - 李江，永嘉郡太守
    - 李冰，司议郎
    - 李泳，少府监丞
    - 李蕴，常选
    - 李涓，太子典膳丞
    - 李沦
    - 李源，崇文馆直学士

  - 李昌（李適之，李象的第四子），宰相，在唐玄宗年间任宰相時上書，李承乾被追赠恆山愍王，李象追赠越州都督、郇國公。
    - 李霅，卫尉少卿
      - 李鼎，长社县令
        - 李某
        - 李景询，延州防御判官、太子通事舍人
          - 李聿
- 李厥，第三子，妾王氏所出[來源請求]，鄂州别驾，赠使持节青州诸军事、青州刺史。后被武则天所杀。妻琅琊王氏王憍梵
  - 李昶，汉州刺史、左右羽林将军、扶风郡太守，赠左千牛将军
    - 李泽，河南府长水县令
      - 李惬，京兆府兵曹参军
        - 李立则，检校员外郎兼侍御史。女婿严愈、崔林

    - 李液，朝散大夫、行河南府壽安縣令
    - 李某
    - 李浑
    - 李某
      - 李慎

    - 李怀，朝議郎、河中府臨晉縣令
      - 李悦，抚州录事参军
      - 李侃，弘文馆明经

    - 李澄，陆浑县令
    - 李沔，天兴县令
    - 李潭，河东县令

  - 李旭，某卫将军
- 李医，良娣张氏所出[來源請求]（此说法存疑，未找到史料佐证）
- 永安郡主，良娣张氏所出，夫沈程昭[來源請求]（此说法存疑，未找到史料佐证）

后来的卢龙节度使武威郡王李载义为李承乾后人。

## 李承乾碑和墓志铭
恒山愍王李承乾碑，唐玄宗开元二十六年十二月四日（739年1月17日）立，原存于李承乾墓前，1975年移入昭陵博物馆。碑首及碑身上端断裂残缺，现高1.52米，下宽1.05米，厚0.29米。碑文为篆书，共十五行，每行字数不等。此碑系1975年发现。
李承乾墓志铭，1972年冬出土于陕西醴泉县烟霞乡马寨村西南约700米处李承乾墓中，墓志盖厚10厘米，底边长60.8厘米，盖面篆书《唐故恒山愍王墓志铭》九字，志文为楷书，共十二行，95字。
- 《恒山愍王李承乾碑》

唐故恒山愍王赠荆州大都督神道之碑

王讳承，字高明，
高祖神尧皇帝之孙，
太宗文武圣皇帝之子，
睿宗玄真皇帝伯。祖以开元廿六年五月廿九日奉敕陪葬昭陵。妃苏氏祔焉，礼也。妃即隋仆射邳国公威之曾孙、鸿胪卿夔之孙、皇朝沁州刺史亶之第三女也。
长子怀州别驾、赠使持节都督越州诸军事、越州刺史、郇国公象，
象子〇〇将军、赠使持节怀州诸军事、怀州刺史玭，
次〇〇别驾、赠使持节齐州诸军事、齐州刺史静，
次御史大夫适之，
次子鄂州别驾、赠使持节青州诸军事、青州刺史厥，
厥子〇〇中郎将、赠左千牛将军昶，
次〇〇〇旭
粤以开元廿六年岁次戊寅十二月甲子朔四日丁卯建

- 《唐故恒山愍王墓志铭》

大唐故恒山愍王荆州诸军事荆州大都督墓志铭

王讳承乾，字高明，太宗文武圣皇帝长子，贞观十七年十月一日薨，开元廿五年十二月八日奉勅官供，陪葬昭陵柏城内，京兆府醴泉县安乐乡普济里东赵村，西北去陵一十八里。妃苏氏招魂合祔。
开元廿六年岁次戊寅五月戊辰朔廿九日景申，礼也。